# Port Ras Tannura

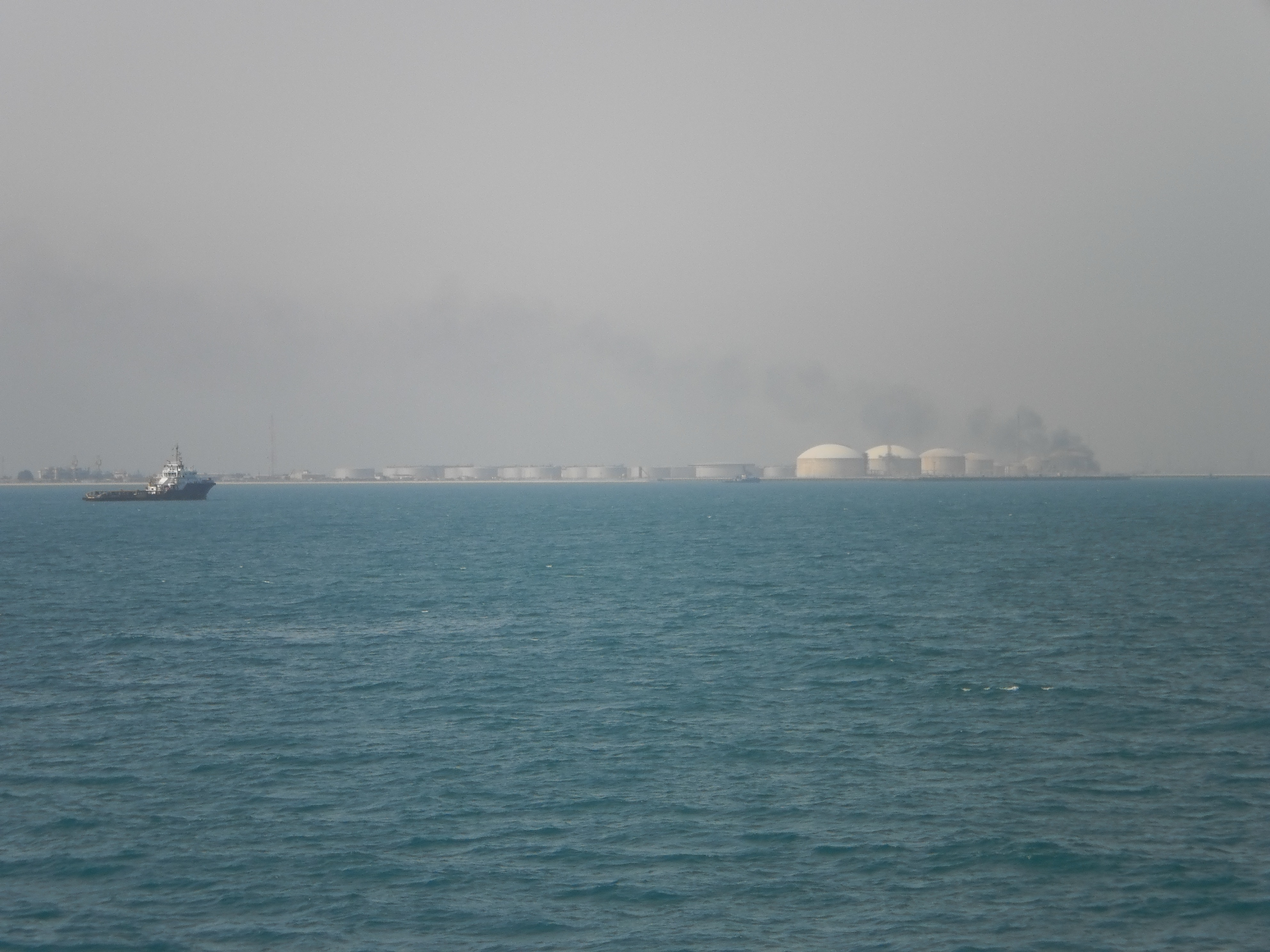
Zbiorniki ropy w Ras Tannura

Port Ras Tannura – port morski w Arabii Saudyjskiej nad Zatoką Perską, główny port eksportu ropy naftowej z tego kraju.
Port położony jest po wschodniej stronie piaszczystego półwyspu, którego końcem jest przylądek Ras Tannura.
Port składa się z czterech części:
- Sea Islands Terminal (26°40′00″N 50°11′00″E/26,666667 50,183333) zbudowany z dalb połączonych mostkami, o długości prawie 1 mili, zapewnia 8 miejsc do cumowania tankowców o maksymalnej nośności 500 tysięcy ton. Głębokość przy terminalu wynosi od 25,5 do 26,7metra[2]. Z lądem połączony jest podwodnym rurociągiem[1].

- North Pier (26°39′08″N 50°10′08″E/26,652222 50,168889)jest pirsem połączonym z brzegiem za pomocą grobli. Nabrzeże ma długość 806 metrów i dzieli się na 8 stanowisk dla statków. Stanowiska 6, 8 i 10 służą do załadunku LPG. Głębokości przy pirsie wynoszą od 12,0 do 15,1 metra[2].

- South Pier (26°38′23″N 50°10′21″E/26,639722 50,172500)jest także połączony groblą z brzegiem, ma długość 366 metrów i zapewnia 4 miejsca postojowe o głębokości9,1 do 9,6 metra[2]. Według informacji z 2008 roku, nieużywany[1].

- West Pier (26°38′07″N 50°09′25″E/26,635278 50,156944)jest betonowym molem i nabrzeżem, używanym przez mniejsze statki, głównie obsługujące przybrzeżne wieże wiertnicze i platformy. Minimalna głębokość wynosi 5,8 m[1].

Port obejmuje dwa kotwicowiska: Ra's Tanurah Tanker Anchorage, dla tankowców oczekujących na załadunek oraz Freighter Anchorage, dla mniejszych statków. Kotwicowiska są nieosłonięte i wystawione na prądy pływowe.
W porcie dostępne są usługi remontowe, nurkowe oraz dźwigiem pływającym. Statki mogą otrzymać paliwo przy nabrzeżach oraz na kotwicowiskach (z barek). Słodka woda dostępna jest w sytuacjach awaryjnych i w małych ilościach. Możliwości zaopatrzenia w żywności i inne towary są ograniczone.
Pływy syzygijne w porcie osiągają amplitudę 1,7 m, zaś kwadraturowe 0,7 m. Prądy są zależne od pływu i normalnie nie przekraczają prędkości 1 węzła. Gęstość wody wynosi 1032 kg/m3.